# Ї
Ї (kleingeschrieben ї, IPA-Aussprache /ji/, selten /ʔi/) ist der dreizehnte Buchstabe des ukrainischen Alphabets, bestehend aus einem І mit Trema. Es wird genauso geschrieben wie das Ï im lateinischen Schriftsystem.

## Zeichenkodierung
| Standard  | Standard    | Majuskel Ї                 | Minuskel ї               |
| --------- | ----------- | -------------------------- | ------------------------ |
| Unicode   | Codepoint   | U+0407                     | U+0457                   |
| Unicode   | Name        | CYRILLIC CAPITAL LETTER YI | CYRILLIC SMALL LETTER YI |
| UTF-8     | UTF-8       | D0 87                      | D1 97                    |
| XML/XHTML | dezimal     | &#1031;                    | &#1111;                  |
| XML/XHTML | hexadezimal | &#x0407;                   | &#x0457;                 |